# Maud Menten
Maud Leonora Menten (20 maart 1879 – 17 juli 1960) was een Canadees biochemica en biomedisch onderzoekster die verschillende belangrijke bijdragen leverde aan enzymkinetiek en histochemie. Ze is vooral bekend om haar werk met Leonor Michaelis omtrent enzymkinetiek. Samen stelden zij de Michaelis-Mentenvergelijking op in 1913, een van de belangrijkste wetten in de biochemie.

## Levensloop
Maud Menten werd geboren in Port Lambton, Ontario en studeerde geneeskunde aan de Universiteit van Toronto (B.A. 1904, M.B. 1907, M.D. 1911, Ph.D., 1916). Ze was een van de eerste vrouwen in Canada die een doctoraat behaalde. Ze voltooide haar thesis aan de Universiteit van Chicago. Destijds was het voor vrouwen niet mogelijk om postdoctoraal onderzoek te doen in Canada. Ze besloot haar carrière elders voort te zetten, waaronder in de Verenigde Staten en Duitsland.
In 1912 verhuisde ze naar Berlijn, waar ze samenwerkte met Leonor Michaelis. Ze publiceerden dat jaar hun onderzoek in Biochemische Zeitschrift, waaruit bleek dat de snelheid van een enzymatische reactie asymptotisch verband houdt met de substraatconcentratie. Deze relatie is geformaliseerd in de beroemde en nog steeds gebruikte Michaelis-Mentenvergelijking.
Na haar onderzoek met Michaelis besloot ze terug te keren naar het Amerikaans continent. Ze trad aan bij de Universiteit van Chicago, waar ze in 1916 promoveerde. Haar proefschrift was getiteld "The Alkalinity of the Blood in Malignancy and Other Pathological Conditions; Together with Observations on the Relation of the Alkalinity of the Blood to Barometric Pressure". Menten werkte aan de Universiteit van Pittsburgh (1923–1950), werd universitair docent en vervolgens universitair hoofddocent pathologie aan de geneeskundefaculteit. In 1948, op 69-jarige leeftijd, werd ze benoemd tot hoogleraar.